# Вестеринен, Юрьё
Юрьё Вестеринен (фин. Yrjö Vesterinen; 7 декабря 1952, Коккола) — финский мототриалист, 3-кратный чемпион мира по мототриалу, 11-кратный чемпион Финляндии (1970–1980), 7-кратный чемпион Скандинавии (1975–1981), чемпион Великобритании 1982 года.

## Спортивная карьера
Юрьё Вестеринен родился в финском городске Коккола. Его старший брат Юсси профессионально занимался эндуро и мотокроссом; он несколько раз становился чемпионом Финляндии по кроссу на мотоциклах с колясками в роли пассажира с пилотом Кеннетом Калениусом. Юсси оказал на Юрьё значительное влияние; в возрасте 14 лет Юрьё обзавёлся мопедом и стал заниматься триалами на любительском уровне.
Первым мотоциклом Юрьё Вестеринена стала 100-кубовая Yamaha. В 1969 году Вестеринен на Montesa выиграл юниорский чемпионат Финляндии, а годом позже завоевал свой первый из одиннадцати «взрослых» титулов в финском чемпионате. В том же 1970-м Вестерине дебютировал в Чемпионате Европы (который позже стал Чемпионатом мира) по мототриалу, заняв на одном из этапов 4-е место.
В 1971 году он познакомился с Ориолем Булто, владельцем бренда Bultaco, и тот попросил его показать свои возможности, предоставив для этого мотоцикл, принадлежащий Малькольму Ратмеллу, звезде мирового триала. Вестеринен произвёл на Булто впечатление. В 1972 году он принял предложение Bultaco и стал заводским пилотом команды; тогда же одержал первую победу, выиграв этап, проходивший в Швеции.
В 1973 году Вестеринен был призван на военную службу, но поскольку он был спортсменом в статусе профессионала, его отпускали для выступлений на различных триалах.
В 1974 году Вестеринен переехал из Финляндии в Германию: так было удобнее для выступления в Чемпионате Европы, его тренером стал известный французский триалист Шарль Кутар. Позже он вернулся в Финляндию, а в 1980 году переселился в Андорру. Наиболее успешными для Вестеринена стали годы с 1976 по 1978, когда он завоевал три последовательных мировых титула. В начале 1980-х у Bultaco начались финансовые проблемы, и Вестеринен ненадолго сменил команду на Montesa, а затем снова вернулся в Bultaco. Последним сезоном для него стал 1983-й, после чего Вестеринен завершил карьеру.

## Частная жизнь
В 1981 году Юрьё Вестеринен встретил свою будущую супругу, Диану Хэдфилд (её отец, Гордон Хэдфилд, на тот момент возглавлял медицинскую комиссию FIM), а в 1983 году женился на ней. У них двое детей — Мика (1984) и Ханна (1985).
После окончания спортивной карьеры, в 1984 году, Вестеринен вместе с супругой основал бренд триального оборудования и аксессуаров Apico, а также занялся организацией триальной карьеры своего сына Мики Вестеринена (Мика выступал в триалах с 2000 по 2006 год, но серьёзных успехов не добился, за исключением победы в юниорском Кубке Европы 2000 года).
Сегодня Вестеринен живёт на две страны, попеременно бывая в Финляндии и в Великобритании. Он увлекается реставрацией мотоциклов, в частности, он отреставрировал Bultaco Sherpa T 1966 года, принадлежавший Сэмми Миллеру, его коллекция насчитывает более десятка классических заводских Bultaco и Montesa.

## Результаты выступлений в Чемпионате Европы и мира по мототриалу
| Год  | Мотоцикл          | 1     | 2     | 3      | 4      | 5      | 6      | 7      | 8      | 9      | 10     | 11     | 12    | 13    | 14    | Место | Очки      |
| ---- | ----------------- | ----- | ----- | ------ | ------ | ------ | ------ | ------ | ------ | ------ | ------ | ------ | ----- | ----- | ----- | ----- | --------- |
| 1970 | Montesa           | GER   | FRA   | GBR    | BEL 13 | IRL    | ESP    | FIN 4  | SWE 10 | POL    |        |        |       |       |       | 15    | 9         |
| 1971 | Montesa           | GER 7 | GBR   | BEL 9  | IRL    | FRA    | ESP    | SUI    | FIN 3  | SWE 2  |        |        |       |       |       | 7     | 28        |
| 1972 | Montesa / Bultaco | BEL 9 | IRL   | FRA    | ESP 11 | GBR    | GER 13 | ITA    | FIN 4  | SWE 1  | SUI    |        |       |       |       | 6     | 25        |
| 1973 | Bultaco           | IRL   | BEL 5 | ESP 16 | FRA 14 | POL 4  | ITA    | FIN 3  | SWE 6  | SUI 12 | GER 3  |        |       |       |       | 7     | 39        |
| 1974 | Bultaco           | USA 3 | IRL 4 | BEL 5  | ESP 6  | GBR 2  | FRA 6  | ITA 7  | POL 5  | GER 3  | FIN 5  | SWE 7  | CZE 3 | SUI 9 |       | 5     | 62 (88)   |
| 1975 | Bultaco           | IRL 5 | BEL 5 | ESP 2  | GBR 5  | FRA 4  | POL 4  | ITA 4  | CAN 1  | USA 2  | FIN 1  | SWE 4  | SUI 1 | GER 1 | CZE 4 | 2     | 100 (142) |
| 1976 | Bultaco           | IRL 1 | BEL 6 | ESP 5  | GBR 11 | FRA 2  | GER 1  | ITA 2  | USA 2  | SWE 2  | FIN 1  | SUI 2  | CZE 3 |       |       | 1     | 93 (126)  |
| 1977 | Bultaco           | IRL 4 | GBR 6 | BEL 3  | ESP 1  | FRA 3  | GER 5  | USA 10 | CAN 2  | SWE 4  | FIN 2  | CZE 1  | SUI 6 |       |       | 1     | 107       |
| 1978 | Bultaco           | IRL 1 | GBR 1 | BEL 3  | FRA 3  | ESP 6  | GER 8  | USA 2  | ITA 5  | AUT 1  | FIN 2  | SWE 1  | CZE 3 |       |       | 1     | 128       |
| 1979 | Bultaco           | IRL 5 | GBR 2 | BEL 1  | NED 2  | ESP 4  | FRA 4  | CAN 4  | USA 6  | ITA 6  | SWE 4  | FIN 3  | CZE 4 |       |       | 2     | 105       |
| 1980 | Montesa           | IRL 3 | GBR 6 | BEL 3  | ESP 3  | AUT 6  | FRA 3  | SUI    | GER 1  | ITA 4  | FIN 6  | SWE 4  | CZE 4 |       |       | 3     | 94        |
| 1981 | Bultaco           | ESP 8 | BEL 3 | IRL 6  | GBR 7  | FRA 8  | ITA 6  | AUT 3  | USA 3  | FIN 1  | SWE 10 | CZE 3  | GER 3 |       |       | 3     | 86        |
| 1982 | Bultaco           | ESP   | BEL 8 | GBR 6  | ITA 8  | FRA 13 | GER    | AUT 20 | CAN 7  | USA 8  | FIN 6  | SWE 18 | POL   |       |       | 10    | 23        |
| 1983 | Bultaco           | ESP   | BEL   | GBR 10 | IRL 8  | USA    | FRA    | AUT    | ITA    | SUI    | FIN 10 | SWE 22 | GER   |       |       | 17    | 5         |